# Kasteeltje De Schrijver
Kasteeltje De Schrijver is een kasteeltje in de tot de gemeente Gent behorende plaats Gentbrugge, gelegen aan Achterdries 54.

## Geschiedenis
Een gebouw van begin 19e eeuw of ouder lag aan de basis van het huidige kasteeltje. Het was de woonplaats van componist Adolphe Samuel. In 1882 vond een verbouwing plaats.

## Gebouw
Het betreft een groot dubbelhuis onder mansardedak, gelegen ten noorden van een grote tuin.